# Krottendorf (Gemeinde Weiz)
Krottendorf ist eine ehemalige Gemeinde mit 2404 Einwohnern (Stand: 1. Jänner 2023) im Osten des Bundeslandes Steiermark, etwa 25 Kilometer von Graz entfernt und in direkter Nachbarschaft zu Weiz, der Hauptstadt des gleichnamigen Bezirks.
Die Siedlung Krottendorf wurde 1403 erstmals urkundlich erwähnt. Im Rahmen der Gemeindestrukturreform in der Steiermark ist Krottendorf seit 2015 mit Weiz zusammengeschlossen,
die neue Gemeinde trägt den Namen der Stadtgemeinde Weiz weiter. Grundlage dafür war das Steiermärkische Gemeindestrukturreformgesetz – StGsrG.

## Geografie

### Gemeindegliederung
Das Gemeindegebiet umfasste folgende sechs Katastralgemeinden und gleichnamige Ortschaften (Einwohner Stand 1. Jänner 2024, Fläche Stand 2015):
- Büchl (209,95 ha; 288 Ew.)
- Farcha (118,51 ha: 105 Ew.)
- Krottendorf (339,58 ha; 887 Ew.)
- Nöstl (161,37 ha; 272 Ew.)
- Preding (295,36 ha; 741 Ew.)
- Regerstätten (116,41 ha; 105 Ew.)

## Kultur und Sehenswürdigkeiten

### Sport & Freizeit
- Tennis
  - 2 Freiplätze in Büchl (Freizeitclub Büchl)
  - 6 Freiplätze und 3 Hallenplätze in Krottendorf (Tennisclub Weiz-Raiffeisen – Sitz in Krottendorf)
  - 4 Freiplätze in Preding (UTC Preding-Krottendorf)
- Fußball
  - Fußballplatz in Krottendorf (SV Krottendorf)
  - Fußballplatz in Preding
- Eisstockschießen
  - Freibahn und überdachte Bahn im Krottendorfer Ortszentrum (ESV Krottendorf)
  - Freibahn in Krottendorf-Unteraichen
  - Freibahn in Büchl (Freizeitclub Büchl)
  - Freibahn in Nöstl (ESV Nöstl)
- Eislaufen
  - Eislaufteiche im Krottendorfer Ortszentrum
- Fischen
  - Fischteiche im Krottendorfer Ortszentrum

### Regelmäßige Veranstaltungen
- Waldfest Krottendorf (Anfang August; veranstaltet vom SV Krottendorf)
- Theater im „Garten der Generationen“ (im Bereich März bis April; veranstaltet von den „Krottendorfer Speckdackeln“)

## Wirtschaft und Infrastruktur

### Ansässige Unternehmen
Gegenwärtig sind in Krottendorf ungefähr 1500 Menschen in Gewerbe und Industrie beschäftigt.
- ELIN
- Magna
- Blau
- Strobl
- Teko Plastic

## Persönlichkeiten
- Rupert Buchberger (1928–1994), Bürgermeister und Landtagsabgeordneter (ÖVP)